# ДКА (футбольный клуб, Смоленск)
ДКА (Дом Красной Армии, Смоленск) — советский футбольный клуб из города Смоленск. Существовал с 1924 по 1965 год.

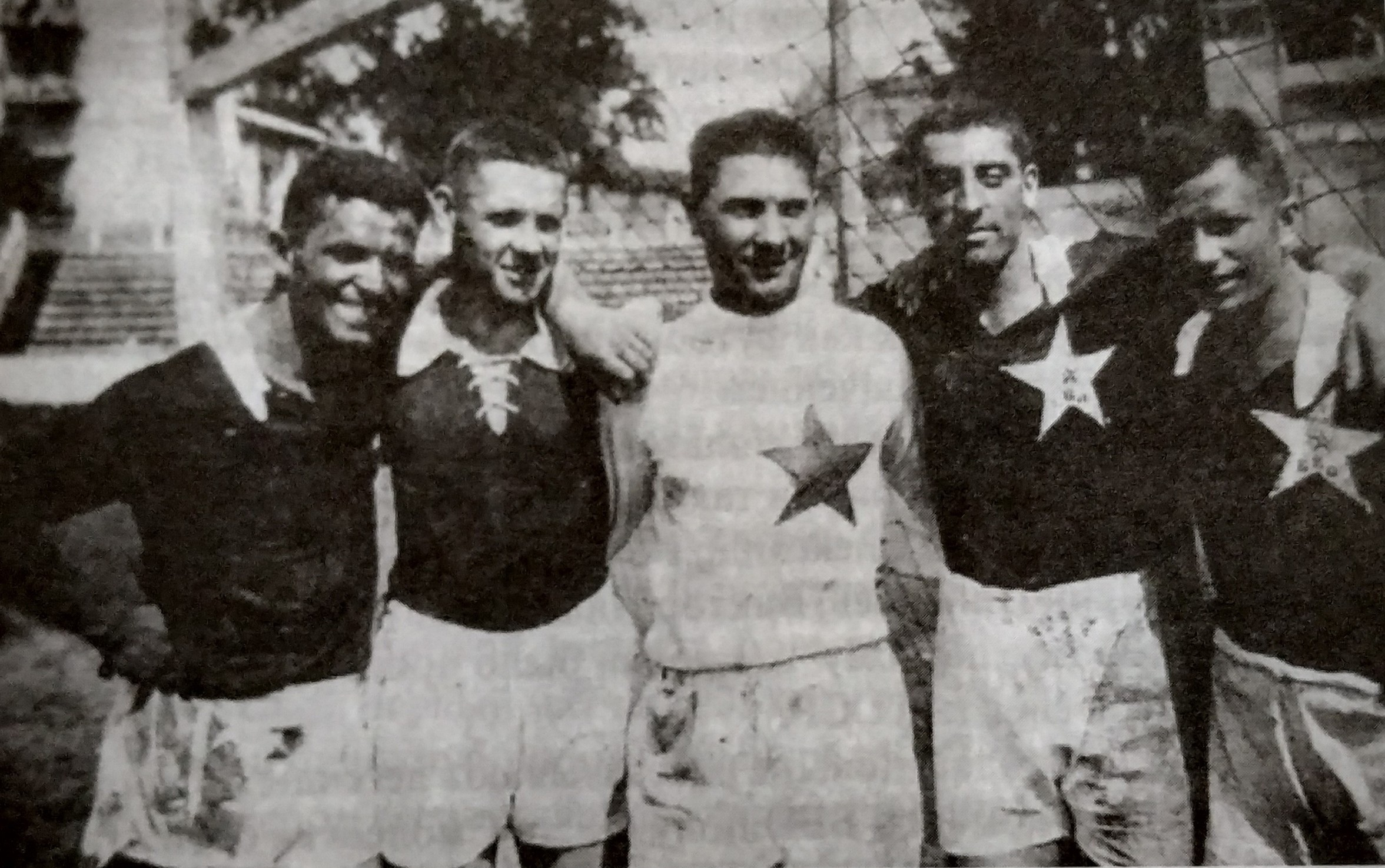
Смоленская футбольная команда ДКА БВО. 1934 год

## История
В 1923 году в Смоленске при поддержке губернского Совета физической культуры были открыты юный кружок спорта (ЮКС), Смоленский клуб спортсменов и Верхнеднепровский клуб имени Смирнова, при которых были организованы футбольные коллективы. В 1924 году в команду Дома Красной Армии (ДКА) перешли почти все игроки ЮКС. С 1925 года команда ДКА принимала участие в первенстве города. С 1933 года команда называлась Белорусский Военный округ (БВО) и являлась сильнейшей командой города наряду с «Динамо» (Смоленск). В 1935 году БВО стал чемпионом Красной Армии. В 1936 году команда участвовала в розыгрыше Кубка СССР. ДКА первая команда, представившая Смоленскую область в первенстве СССР. Дебютант первенства СССР 1937 года в группе «Г».

## Достижения
2 место в 1937 году в группе «Г».Чемпионат СССР по футболу 1937
- Чемпион БССР (2): 1934, 1935